# Achterli
Achterli war ein Schweizer Volumen- und Getreidemaß und galt im Kanton Bern. 
Die Maßkette war
- 1 Mütt = 12 Mäß = 24 Mäßli = 48 Immi = 96 Achterli = 192 Sechzehnerli[1]
- 1 Achterli = 2 Sechzehnerli =  88,25 Pariser Kubikzoll = 1 3⁄4 Liter
- 1 Immi = 2 Achterli
- 4 Achterli = 1 Mäßli
- 8 Achterli = 1  Mäß
- 96 Achterli = 1 Mütt